# Mike van Beijnen
Mike Johannes Hendrikus Josephus van Beijnen, noto semplicemente come Mike van Beijnen (Breda, 7 marzo 1999), è un calciatore olandese, difensore svincolato.

## Caratteristiche tecniche
È un terzino destro.

## Carriera
Nato a Breda, trascorre la maggior parte del proprio percorso giovanile nel Willem II, dove milita dal 2011 al 2017. Successivamente passa al PSV ed al NAC Breda per poi passare nel 2019 al Barcellona B. Nel gennaio 2020 viene ceduto in Turchia al Gençlerbirliği, con cui debutta fra i professionisti giocando l'incontro di Süper Lig perso 2-0 contro il Sivasspor. Al termine della stagione fa ritorno nei Paesi Bassi, firmando con il Fortuna Sittard.

## Statistiche
Statistiche aggiornate al 5 febbraio 2021.

### Presenze e reti nei club
| Stagione        | Squadra         | Campionato      | Campionato | Campionato | Coppe nazionali | Coppe nazionali | Coppe nazionali | Coppe continentali | Coppe continentali | Coppe continentali | Altre coppe | Altre coppe | Altre coppe | Totale | Totale | Totale |
| Stagione        | Squadra         | Comp            | Pres       | Reti       | Comp            | Pres            | Reti            | Comp               | Pres               | Reti               | Comp        | Pres        | Reti        | Pres   | Reti   |        |
| --------------- | --------------- | --------------- | ---------- | ---------- | --------------- | --------------- | --------------- | ------------------ | ------------------ | ------------------ | ----------- | ----------- | ----------- | ------ | ------ | ------ |
| 2019-gen. 2020  | Barcellona B    | SDB             | 0          | 0          |                 | -               | -               |                    | -                  | -                  |             | -           | -           | 0      | 0      |        |
| gen.-giu. 2020  | Gençlerbirliği  | SL              | 1          | 0          | CT              | 0               | 0               |                    | -                  | -                  |             | -           | -           | 1      | 0      |        |
| 2020-2021       | Fortuna Sittard | ED              | 4          | 0          | CO              | 0               | 0               |                    | -                  | -                  |             | -           | -           | 4      | 0      |        |
| Totale carriera | Totale carriera | Totale carriera | 5          | 0          |                 | 0               | 0               |                    | -                  | -                  |             | -           | -           | 5      | 0      |        |